# Студена Бара
Студена Бара (мкд. Студена Бара) је насеље у Северној Македонији, у северном делу државе. Студена Бара припада општини Куманово.

## Географија
Студена Бара је смештена у северном делу Северне Македоније. Од најближег града, Куманова, село је удаљено 12 km јужно.
Село Студена Бара се налази у историјској области Блатија, на приближно 270 метара надморске висине. Село је смештено у долини истоимене реке Пчиње. Западно од села издиже се побрђе Которци, а источно се издиже Градиштанска планина.
Месна клима је континентална са слабим утицајем Егејског мора (жарка лета).

## Становништво
Студена Бара је према последњем попису из 2002. године имала 344 становника, што је пад за 14,6% у односу на попис из 1994. године (403 ст.).
Већинско становништво у насељу су етнички Македонци (99%).
Претежна вероисповест месног становништва је православље.